# 後藤勇人
後藤 勇人（ごとう はやと）は、日本の経営コンサルタント、実業家。著述家。有限会社BKプロジェクト代表取締役社長兼 CEO。一般社団法人日本女性ビジネスブランディング協会代表理事。全国人財発展協会主宰。著書12冊がある。ベストセラー作家が集まる「ベストセラー倶楽部」主催。

## 人物・来歴

### 高校時代
高校時代には、社会や教育制度に反発し教師と対立。2年生時に校長から直接「教育の限界を超えたので辞めて頂きたい」と言われ、退学か自主退学の二者選択を迫られる。夜間高校に転入するが、不良ばかりであった。2年間を問題を起こさず無事卒業したが、在校時には試験で過去最高得点を記録するなど成績が良かったことから、教員になることを勧められ、教育系大学の推薦入学を勧められるもこれを断り、自力だけでのし上がれるヘアスタイリストの道を志し、窪田理容美容専門学校に入学。

### 独立後
専門学校卒業後、24歳で独立し、ヘアサロンを開業するも、社員の謀反や不正などにより精神的に挫折。多くの成功者らの観察から、「朝」の重要性に気付き、朝の過ごし方を変えたところ、事業は拡大し出版も行い、自社ビルを建設するなど実業で成功。ヘアサロン・日焼けサロンなどグループ4店舗にまで拡大。その後、有限会社BKプロジェクト、一般社団法人日本女性ビジネスブランディング協会を設立。代表に納まるとともに、「夢を叶える朝の成功習慣ワーク」をはじめ、「最速夢実現」を可能にする独自ノウハウを教える各種セミナーや講演を全国で行うに至る。講演先には大手保険会社、和歌山県中小企業同友会をはじめ、各地の青年会議所、商工会などがある。また、グレコで知られるギター会社「フジゲン」の創業者・横内祐一郎の総合プロデューサーを務めるなど、多方面で活動。

### 女性ビジネスブランディングの専門家として
さらに、元ミス・ワールド日本代表のビジネスブランディングを行ったことをきっかけに、女性ビジネスブランディングの専門家として知られるようになり、海外へも進出。売り込まず話をするだけで高額商品を売る「クロージングトーク7ステップ」の技術を持っているとされ、15名に対してクロージングを行い12名が成約し、5日間で1200万売り上げた実績を持つなど、マーケティング会社より「クロージングの神」と呼ばれたことがある。
趣味はゴルフとウェイクサーフィン、英会話。

## 経歴
- 1965年 - 山梨県生まれ[1]。
- 1983年 - 山梨県立吉田高等学校卒業。
- 1984年 - 窪田理容美容専門学校卒業。
- 1990年 - ヘアサロンオープン。
- 1998年 - グループ4店舗に拡大。自社ビル建設。
- 1998年 - 10月、有限会社ビーケイプロジェクト設立。
- 2006年 - 初出版。講演・セミナー・コンサルティング開始。
- 2015年 - 一般社団法人日本女性ビジネスブランディング協会 設立。

## 関連する企業・団体

### 有限会社ビーケイプロジェクト
理美容業・全身美容・飲食業・不動産賃貸・セミナー事業、古民家ホテル経営、ビジネスサポート及びコンサルティング。ヘアースタジオ「BARIKAN」、日焼けサロン「Mody Dick」の運営。

## 書籍
- 『その「1分」を変えなさい』（実業之日本社）
- 『結果を出し続ける人が朝やること』（あさ出版）
- 『夢実現とお金の不思議な29の関係』（同友館）
- 『なぜ女性起業は男の10倍成功するのか』（ぱる出版）
- 『人生を変える朝1分の習慣』（あさ出版）
- 『世界一の会社をつくった男』（中経出版）
- 『成功したければ目標は立てるな』（大和出版）
- 『ダメ社員がプチ経営者に変わる！「最強の社員マネジメント」』（総合法令）
- 『女性が仕事で夢を叶える! 心磨き7レッスン』（みらいパブリッシング）

※著書は台湾や韓国などでも翻訳出版されている。

## メディア

### ラジオ
- FMラジオ『0から1を生む力』[9]

### 新聞
- 夕刊フジ
- 日本経済新聞

ほか

### 雑誌
- 『ビックトゥモロー』
- 『ozプラス』
- 『ビジネスチャンス』

ほか

### 連載/ニュース
- ニュースパス（2016年10月15日・コラムニスト尾藤克之）[12]
- ジェイ・キャストニュース（2020年9月26日号・尾藤克之のおススメ）[13]